# Tần Châu
Tần Châu (chữ Hán phồn thể: 秦州區, chữ Hán giản thể: 秦州区) là một quận thuộc địa cấp thị Thiên Thủy, tỉnh Cam Túc, Cộng hòa Nhân dân Trung Hoa. Quận Tần Châu có diện tích 2442 km², dân số năm 2004 là 650.000 người. Đến thời điểm tháng 9 năm 2004, quận này được chia thành 7 nhai đạo, 22 hương.
- Nhai đạo: Đại Thành, Thất Lý Đôn, Đông Quan, Trung Thành, Tây Quan, Thạch Mã Bình, Thiên Thủy Quận.
- Hương: Lữ Nhị, Hoàn Thành, Ngọc Tuyền, Tảo Giao, Trung Lương, Thái Kinh, Tây Khẩu, Quan Tử, Thiết Lô, Tần Lĩnh, Mục Đơn, Dương Gia Tự, Hoa Kỳ, Thiên Thủy, Bình Nam, Điếm Trấn, Tề Thọ, Nương Nương Bá, Lý Tử, Đại Môn, Uông Xuyên, Tô Thành.